# 크리스티나 바네가스
크리스티나 바네가스(Cristina Banegas, 1948년 7월 2일 ~ )는 아르헨티나의 배우이다.